# Les dones al hip-hop
La cultura hip hop va començar als anys 70 i es conserva fins a dia d'avui com un dels moviments més transcendents dels últims anys a nivell global. Tot i això, quan s'observa des de dins es troba poca representació femenina, encara que les dones estiguessin present des dels seus inicis i fossin participals en plena acció del desenvolupament del fenomen. El protagonisme masculí ha continuat existint fins a dia d'avui i, encara que hi hagi dones rellevants dins de la indústria, els noms més importants sempre van associats a homes.

## Història

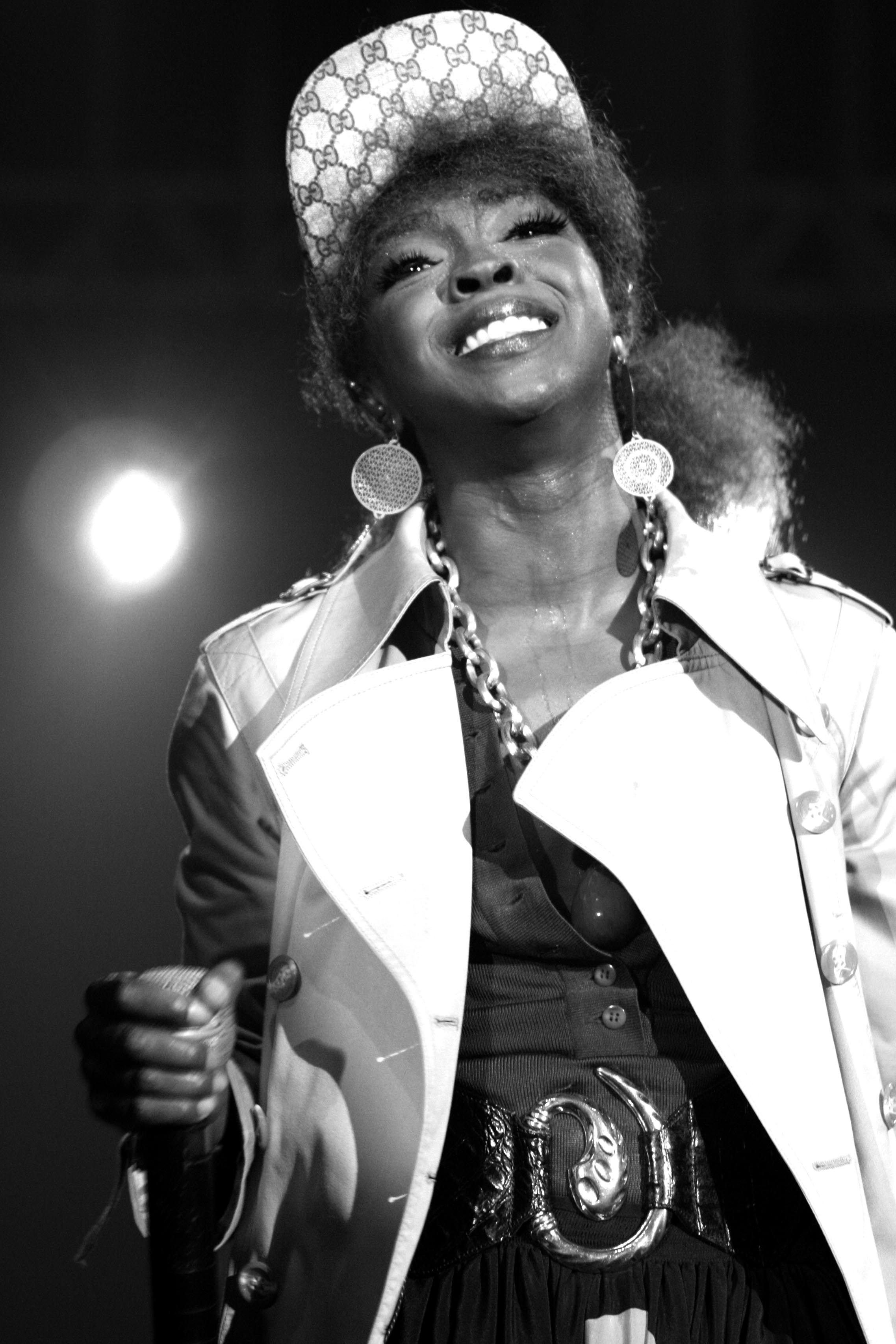
Lauryn Hill 2007

Les creadores de l'oportunitat femenina dins del hip hop van ser Sha Rock, Debbie D i Lisa Lee, però elles no van aconseguir el reconeixement necessari per a impulsar a altres noies a fer-ho. A partir de einals dels vuitanta algunes raperes van arriscar-se, com MC Lyte o Monie Love, i van aconseguir una mica més de reconeixement, però no era suficient.
Aquestes artistes que en la seva època eren emergents i poc reconegudes s'han convertit avui en dia en l'exemple a seguir per a totes les que formem part del moviment i les precursores de què les dones puguem formar part d'aquesta cultura, ja que van aconseguir en gran part fer un homenatge a les dones com eigures històriques, personatges referents i mares del hip hop.
Queen Latifah escriu el considerat himne femení del hip hop Ladies First, cançó la qual reivindicava el paper de la dona al hip hop i pretenia donar importància i remarcar que eren dones que havíem vingut a dir alguna cosa i que volien ser respectades sense tenir en compte el seu aspecte físic.
Aquestes artistes van demostrar que les dones formem part del hip-hop i el rap tant com els seus companys masculins, ja sigui a través de les seves habilitats de rap, escriptura o habilitats innovadores per prendre decisions darrere de les escenes, les dones han demostrat una vegada darrere l'altra que el hip-hop no és només un joc d'homes. Tanmateix, malgrat aquests grans avenços, les dones queden constantment fora de la conversa quan es tracta de classieicar el millor del gènere.
Ara, l'enquesta de la BBC Music de les millors cançons de hip-hop de tots els temps inclou dues raperes entre les 25 primeres, però cap entre les quinze primeres.
"Les raperes sempre han format part del llinatge del gènere", va dir el crític cultural Taylor Crumpton a BBC Music. "No obstant això, a causa de la dinàmica de poder, els responsables van decidir armar el seu gènere per intentar no atorgar-los els títols que es mereixen”.
Al Top 25 de millors cançons segons la BBC (apartat 8.1.1) que hem pogut observar i havia una mancança notable de dones; només l'èxit de Queen Latifah de 1993 "U.N.I.T.Y". i el "Doo Wop (That Thing)" de Lauryn Hill apareixen a la llista.
Els experts de la BBC creuen que hi ha certs estàndards que se'ls diu a les dones músiques per tal d'aconseguir l'acceptació a través dels ulls dels fans masculins i dels agents de la indústria, requisits i criteris estrictes per cridar l'atenció masculina que els homes, evidentment, no han de considerar. Per exemple, Nicki Minaj i Megan Thee Stallion han demostrat les seves habilitats de rap en nombroses ocasions; tanmateix, se'ls critica pel contingut líric que fa referència al sexe i als diners. En la mateixa línia, els rapers més destacats Future i Migos rimen sobre el sexe, les drogues i la violència i han obtingut èxits i elogis generals sense rebre comentaris ofensius sobre les seves lletres.
L'estètica i l'art no s'exclouen mútuament, però, les considerades com l'antítesi de l'estètica estereotipada del rap femení no es destaquen amb tanta freqüència, malgrat la qualitat del seu treball. És per això que el corrent principal tendirà a centrar la seva atenció en un Cardi B més que en una Chika avui, o en un Lil' Kim més que en una Missy Elliott en el passat.
"Per primera vegada en molt de temps, [les dones] estan reclamant l'emancipació de les nostres experiències, els nostres cossos, les nostres històries i les nostres expectatives d'una manera divertida i signieicativa per a nosaltres", diu l'editora musical Diamond Hillyer sobre les artistes femenines. "En molts aspectes, aquesta també pot ser l'experiència d'escolta dels homes, amb els quals compartim més similituds del que s'adonen".

## La bíblia femenina del hip-hop
The Motherlode és un llibre de la periodista nord-americana Clover Hope, periodista del New York Times i del Billboard i especialista en la cultura hip-hop, destaca més de 100 dones que han donat forma al poder, l'abast i l'abast de la música rap així com tots els que van venir abans, després i entremig. El llibre navega per totes aquestes dones que eren respectades però no molt celebrades, com Salt-N-Pepa, Queen Latifah i Lauryn Hill.